# Dichocoenia
Dichocoenia is een geslacht van neteldieren uit de klasse van de Anthozoa (bloemdieren).

## Soort
- Dichocoenia stellaris
- Dichocoenia stokesi Milne Edwards & Haime, 1848